# 笠岡市立神島外中学校
笠岡市立神島外中学校（かさおかしりつ こうのしまそとちゅうがっこう）は、岡山県笠岡市にある公立の中学校。

## 沿革
- 2004年（平成16年）3月31日 - 笠岡市立飛島（ひしま）中学校を統合[3]

## 学校教育目標
- 主体的に学び考え表現しようとする生徒を育てる
- 自他ともに心豊かに生きようとする生徒を育てる
- 心身ともに健康でたくましく生きようとする生徒を育てる

## 通学区域
- 笠岡市[4]
  - 神島外浦・高島・飛島・六島の全域

「神島外小学校・中学校転入学特別制度」により笠岡市に住民票を有し在住していれば転入学が可能

## 進学前小学校
- 笠岡市立神島外小学校[6]
- 笠岡市立六島小学校[6]

## 部活動
- 卓球部